# Adrian Ursu (cântăreț)
Adrian Ursu (Zis Lupu) (n. 31 august 1983, Ialoveni, Republica Moldova) este un cântăreț, cantautor și prezentator TV din Republica Moldova. Din 2013 este co-prezentator și gazdă a showului Moldova are talent alături de Mircea Marco.

## Viața personală
În 2009 Adrian Ursu s-a căsătorit cu Doina Cernavca, iar la scurt timp au divorțat. În 2013 el s-a căsătorit cu Irina Negară, și pe 2 octombrie ei au devenit părinți, născându-se fiica lor Andreea-Maria.

## Discografie

### Albume
- "Aș vrea...scuter 50cc", 2003, Salcioara Vascan
- "La bine și la greu", 2003, Salcioara Vascan
- "Etno Boom", 2005, Sens Music
- "Mă iubești?", 2010, Sens Music